# Ludwig Hermann Friedländer
Ludwig Hermann Friedländer (* 29. April 1790 in Königsberg in Preußen als Samuel Hermann Friedländer; † 10. Dezember 1851 in Halle (Saale)) war ein deutscher Mediziner und Hochschullehrer.

## Leben
Friedländer wurde in eine jüdische Familie geboren und wurde als Kind bereits evangelisch getauft, wobei er den Namen Ludwig Hermann erhielt. Er absolvierte das Gymnasium in Königsberg und kam 1805 an die Universität Königsberg, wobei er sich neben dem Studium der Medizin auch seinem Interesse für Philologie, Literatur und Ästhetik widmete. In dieser Zeit freundete er sich mit Max von Schenkendorf an, mit dem ihn bis zu dessen Tod eine Freundschaft verband. Dort wurde er 1812 zum Dr. med. promoviert.
Friedländer ging 1812 für weitere Studien nach Berlin. Dort trat er 1813 als Arzt in die Armee ein und nahm am Frankreichfeldzug 1814 teil. Er wurde zum Oberarzt befördert und Leiter eines Feldlazaretts. Im Spätherbst 1814 kam er nach Karlsruhe. Dort kam er in Kontakt mit mystischen Kreisen. Zu seinem Bekanntenkreis dort zählten Johann Heinrich Jung-Stilling, Johann Ludwig Ewald und Juliane von Krüdener. Von Karlsruhe ging er 1815 nach Wien und von dort mit Maler Philipp Veit auf eine zweijährige Italienreise, die er später literarisch aufbereitete.
Friedländer kehrte 1817 in die deutschen Lande zurück und ging an die Universität Halle, an der er sich noch 1817 mit der Schrift De medicina oculorum apud Celsum commentatio habilitierte. Er lehrte daraufhin als Privatdozent in Halle, wurde 1819 zum außerordentlichen Professor und 1823 schließlich zum ordentlichen Professor der theoretischen Medizin. Diese Stelle hatte er bis zu seinem Tod inne. Sein Lehrbuch Vorlesungen über die Geschichte der Heilkunde fand vielfach Verwendung.

## Werke (Auswahl)
- Ansichten von Italien während einer Reise in den Jahren 1815 und 1816, 2 Bände, Brockhaus, Leipzig 1819–1820.
- De institutione ad medicinam, Renger, Halle 1823.
- Fundamenta doctrinae pathologicae: sive de corporis animique morbi ratione atque natura libri III scholarum causa conscripti, Voss, Leipzig 1828.
- Vorlesungen über die Geschichte der Heilkunde, Voss, Leipzig 1839.
- Historia Ordinis medicorum Halensis, Grunert, Halle 1840.